# Marcel Kandziora
Marcel Kandziora (* 4. Februar 1990 in Münster) ist ein deutscher Fußballspieler. Er spielt vorwiegend defensiv auf der linken Abwehr- oder Mittelfeldposition.

## Karriere

### Im Verein

#### Jugendlaufbahn
In der Jugend spielte Marcel Kandziora zunächst für den TuS Altenberge, bevor er 2004 zu Borussia Dortmund wechselte. Dort durchlief er die Jugendabteilungen und kam in der U-17- und A-Junioren-Bundesliga zum Einsatz. In dieser Zeit stand er mit dem Nachwuchs der Borussen in vier Endspielen, die allerdings allesamt verloren wurden: 2006 und 2007 das Finale um die deutsche B-Jugendmeisterschaft sowie 2009 die Entscheidungsspiele um die A-Jugendmeisterschaft und den DFB-Junioren-Vereinspokal.

#### Einstieg in den Seniorenfußball
Danach wurde er zu Beginn der Saison 2009/10 Teil der zweiten Seniorenmannschaft, die gerade in die 3. Liga aufgestiegen war. Mit dieser bestritt er am 25. Juli 2009 sein Profiligadebüt, als er im Auswärtsspiel bei Wacker Burghausen in der 84. Minute für Mehmet Boztepe beim Stand von 3:3 eingewechselt wurde. Endstand war 3:4 aus Dortmunder Sicht. An den ersten 11 Spieltagen absolvierte er fünf Partien, in denen er stets in der letzten halben Stunde eingewechselt wurde und zwei Tore schoss. Danach fiel er mit einem Meniskusschaden für den Rest der Hinrunde aus. Nach seiner Verletzung stand er regelmäßig für die Reserve der Borussia auf dem Feld, konnte sich aber keinen Stammplatz sichern. In seinen weiteren 11 Spielen gelang ihm kein Tor mehr und er wurde je viermal ein- und ausgewechselt. Dreimal kam er über die vollen 90 Minuten zum Einsatz. Die Serie beendete er mit seiner Mannschaft auf dem 18. Tabellenrang und stieg damit in die Regionalliga West ab. In dieser Spielklasse war er Stammspieler, kam aber nun, nachdem er in seiner Premierensaison meist im defensiven oder linken Mittelfeld aufgeboten worden war, meistens als Linksverteidiger zum Einsatz. Mit der Dortmunder Reserve belegte er den 6. Platz und verpasste damit den Wiederaufstieg.
Dennoch schaffte er den Sprung zurück in den Profifußball, da er zur Saison 2011/12 zum SV Sandhausen in die 3. Liga wechselte. Anfangs spielte er auf der linken Mittelfeldposition und wurde häufig ein- oder ausgewechselt. Schließlich etablierte er sich aber als linker Verteidiger im Stamm der Mannschaft und gewann mit dem Team die Drittligameisterschaft, was für ihn den Durchmarsch in die 2. Bundesliga bedeutete. Nach dem Abstieg des SV Sandhausen in die 3. Liga im Jahr 2013 wechselte Kandziora zum Zweitligisten FSV Frankfurt, bei dem er einen Zweijahresvertrag unterzeichnete. Von 2014 bis 2016 spielte Kandziora beim VfL Osnabrück.
Im Winter 2016 schloss sich Kandziora dem North Carolina FC in der North American Soccer League an. Dort absolvierte er sein erstes Spiel am 26. März 2017.

### In der Nationalmannschaft
Seine einzigen Spiele im deutschen Nationaltrikot absolvierte Kandziora 2007 in zwei Freundschaftsspielen für die U-18-Auswahl des DFB gegen die gleichaltrigen Iren. Dabei wurde die erste Partie mit 4:0 gewonnen, die zweite mit 2:3 verloren. Kandziora erzielte bei der Niederlage allerdings sein erstes Länderspieltor und stellte damit den Endstand her.

## Erfolge
- Aufstieg in die 2. Bundesliga mit dem SV Sandhausen 2012